# Emilio Santa Cruz
Emilio Santa Cruz Chordi (Murcia, ? - Madrid, 1925) fue un político español de ideología republicana y masón. Trabajó como corredor de comercio en Castellón, donde en 1892 intentó ser elegido diputado por el distrito electoral de Segorbe-Nules sin conseguirlo. Desde 1903 fue el jefe del partido Unión Republicana de Nicolás Salmerón en la provincia de Castellón, con el que fue elegido diputado por el distrito de dicha capital de provincia  en las elecciones generales de 1910 y 1914, año en el que se unió al Partido Republicano Radical de Alejandro Lerroux. Dirigió el diario El Clamor (1914-1919), lo que le enfrentó al republicano castellonense Fernando Gasset Lacasaña, lo que no le impidió ser elegido nuevamente diputado en las elecciones de 1916 y de 1918.